# 張芬郁
張芬郁（1958年7月21日—），臺灣政治人物與前空服員，現臺中市議員。已故前立委簡肇棟之妻。其畢業於國立成功大學外文系，並於2018年取得國立中興大學法政碩士。

## 經歷
張芬郁生於1958年7月21日。她從曉明女中與臺中女中畢業後，再自國立成功大學外文系畢業。1981年，張芬郁進入日本亞細亞航空。張芬郁後來與簡肇棟結婚，並先後擔任菩提醫院人事主任、民進黨全國黨代表等。
2011年，當時尋求連任立委的簡肇棟，駕車撞死男子後肇事逃逸。簡肇棟後來為此案辭去立委、從此淡出政壇同時，也開始支持妻子張芬郁競選市議員。2014年，張芬郁當選第二屆臺中市議員。2015年，張芬郁攻讀國立中興大學國家政策與公共事務研究所，指導教授為李長晏，並在2018年6月取得中興大學法政碩士。其後在2018年競選第三屆臺中市議員失敗。
2022年，張芬郁再度參選第四屆臺中市議員並當選。2024年11月29日，在台中市議會定期會第一天，張清照議長宣佈張芬郁下午請假。張芬郁隨後在臉書證實自9月住院的簡肇棟在當天早上過世。

## 選舉紀錄
資料來自中央選舉委員會的選舉資料庫。
| 年度 | 選舉屆數             | 選舉區             | 所屬政黨   | 得票數 | 得票率 | 當選標記 |
| ---- | -------------------- | ------------------ | ---------- | ------ | ------ | -------- |
| 2014 | 第二屆臺中市議員選舉 | 臺中市第十三選舉區 | 民主進步黨 | 17,546 | 12.21% |          |
| 2018 | 第三屆臺中市議員選舉 | 臺中市第十三選舉區 | 民主進步黨 | 10,915 | 7.79%  |          |
| 2022 | 第四屆臺中市議員選舉 | 臺中市第十三選舉區 | 民主進步黨 | 13,411 | 10.35% |          |

## 外部連結
- 張芬郁的Facebook專頁
- 臺中市議會張芬郁議員介紹